# گروف
گروف، ویزنه روستایی از توابع بخش حویق شهرستان طوالش در استان گیلان ایران است.

## جمعیت
این روستا در دهستان چوبر ویزنه قرار دارد و براساس سرشماری مرکز آمار ایران در سال ۱۳۸۵، جمعیت آن ۱۱۴ نفر (۲۶خانوار) بوده‌است. 35خانوار در بهار و تابستان کوچ می کنند بخاطر اب هوای خوب توریست های از اردبیل تبریز و دیگر نقاط کشور می ایند 